# Vitichi
Vitichi è un comune (municipio in spagnolo) della Bolivia nella provincia di Nor Chichas (dipartimento di Potosí) con 9.376 abitanti (dato 2010).

## Cantoni
Il comune è suddiviso in 4 cantoni.
- Ara
- Calcha
- Vitichi
- Yawisla